# 星乃せあら
星乃 せあら（ほしの せあら、1988年10月10日 - ）は、日本の元AV女優。
SELECTIONに所属していた。

## プロフィール
- 出身地:東京都。
- 身長：151cm。
- スリーサイズ：B87（Eカップ）・W60・H86。
- 血液型:B型。
- 趣味・特技:ショッピング、DVD鑑賞、一輪車。
- 好きな食べ物:焼肉。
- 好きなタイプ:優しい人。

## 略歴
- 2007年12月に『MARIN DEBUT 南まりん』でAVデビュー。
- 2009年、星乃せあらに改名。
- 2011年、引退

## 作品

### アダルトビデオ
2007年
- MARIN DEBUT 南まりん（12月16日［レンタル］/12月28日［セル］、九鬼）

2008年
- Marin 2nd スクールチャンネル7 南まりん（1月25日、九鬼）
- Marin 3rd 南極ボディ 南まりん（2月22日、九鬼）
- Marin 4th 新任女教師レイプ 南まりん（2月28日、九鬼）
- 独占先行セルデビュー Gravure Body 南まりん（4月1日、ワンズファクトリー）
- グラドルSTYLE 南まりん（5月1日、ワンズファクトリー）
- ヴァーチャル相互オナニー いっしょにイってね（5月1日、ワンズファクトリー）
- マゾヒスティックM女覚醒 Wild Thing 南まりん（5月7日、桃太郎映像出版）
- 痴女M女覚醒 アウトテイクス Wild Thing（5月7日、桃太郎映像出版）
- 巨乳ソープ 泡姫レッスン 南まりん（5月7日、桃太郎映像出版）
- SOAP 南まりん（6月7日、桃太郎映像出版）
- SOAP EXTRA（6月7日、桃太郎映像出版）
- 女子校生監禁凌辱 鬼畜輪姦81（6月7日、アタッカーズ）
- 接吻や乳首を舐められながら手コキされた僕。 3（7月1日、ワンズファクトリー）
- 新ヒロイン陵辱シリーズ レイスレイヤー エルディアン（7月4日、ヒビノ）
- 中出しドキュメント 美少女生中出し 南まりん（7月7日、桃太郎映像出版）
- 奇跡のグラマラスボディを丸裸デビュー! まりんちゃん19歳 Fカップ（7月17日、SODクリエイト）
- おっぱいの大きな女子校生 まりん（7月17日、V&R PRODUCTS）
- Gcup Fcup 絶頂イキまくりBODY（8月21日、V&R PRODUCTS）
- 貞操帯の女6（9月7日、アタッカーズ）
- ロリ巨乳女優 4時間ベスト（9月18日、V&Rプロダクツ）
- Gカップボイン素人ナマ中出し みなみ（9月19日、胸キュン喫茶）
- ボイン大好きしょう太くんのHなイタズラ 17（10月2日、グローリークエスト）
- 女子校生監禁凌辱 鬼畜輪姦外伝（10月7日　アタッカーズ）
- 陵辱!女子校生マシンバイブ6 南まりん（10月9日 サディスティックヴィレッジ）
- 保健室の秘め事（10月10日、LEO）
- 路上キャンペーンガールをAVに出演させ生中出しSEX 03（10月17日、S級素人）
- PLAY GIRL（10月17日、レアル・ワークス）
- マジックミラー号逆ナンパ in三浦海岸（11月6日 ディープス）
- 絶対服従ロボット（11月6日 アキノリ）
- ラブリーボインE!F!G!H!!&おまけのIカップ!!!!（11月9日、LEO）
- 女子校生 HIGH SOCKS（11月17日、メディアステーション）
- 巨乳痴女三姉妹（11月19日、クロス）
- Lの新世界 3（11月24日、グラフィティジャパン）
- 巨乳ジュ●アアイドル撮影現場 4（12月4日、グローリークエスト）
- 完全凌辱（12月13日、隼エージェンシー）
- 羞恥!強制おもらしマシンパンツで街中を引き廻せ 7（12月18日 サディスティックヴィレッジ）
- 完全ボディM（12月19日、ドグマ）
- 日本の働くお姉さん 02（12月19日、レアル・ワークス）
- 胸ちらパンチラHighSchool（12月25日、アロマ企画）

2009年
- 究極の妄想お仕事シリーズ 真田春香、南まりん、桃咲まなみがやって来る巨乳銭湯の番台になった!（1月8日、ROCKET）
- B.Bボーイズに目覚めちゃった僕。 小悪魔編 2（1月13日、アロマ企画）
- デカ尻JKのピストン騎乗位2（1月25日、アロマ企画）
- ボイン大好き亀市爺さんのHなイタズラ 八（2月5日、グローリークエスト）
- デカチチメガネ中出し 2（2月19日、グローリークエスト）
- おちんちんから潮を大量に噴かせるスゴ技 SPECIAL（2月19日、SODクリエイト）
- FETISH&EROTIC レオタード白タイツ（2月27日、メディアステーション）
- 鮫肌パンストフェチ男と桃尻制服女（3月5日、グローリークエスト）
- 逆ナンパ女子校生 III（3月15日、隼エージェンシー）
- 鮫肌パンストフェチ男と桃尻制服強淫SEX 巨乳ナシクズシ犯（4月2日、グローリークエスト）
- わけもわからず、いきなり、手コかれちゃった僕。AfterSchool編（4月13日、アロマ企画）
- 好きフェラ!!大好き!? 応募してきたフェラギャル編（4月15日 隼エージェンシー）
- 第1回 男優-1GP 覇根。（4月19日、ROOKIE）
- コスプレ例大祭（5月22日、TMA）
- 手コキクリニック スペシャル 看護学生実地研修ポリクリ編（6月4日、SODクリエイト）
- ゴックンVENUS（6月19日、エムズビデオグループ）
- MEGA ERO BODY（6月25日、ビッグモーカル）
- 巨乳×美脚×生中出し 2（7月10日、ビデオバンク）
- 爆乳家庭教師 Fetish Lesson（7月25日、ビッグモーカル）
- kira☆kira SPECIAL PERFECT&DYNAMITE ～巨乳GALSの宴～ (11月19日、Kira☆Kira)
- 美少女デリバリー 2（12月25日、ケイ・エム・プロデュース）

2010年
- Dramatic 見世物達磨 VOL.1（1月9日、ベイビーエンターテイメント）
- DOUBLE GROOVE #01（1月15日、GLAY'z）
- MOODYZファン感謝祭 バコバコバスツアー2010 ハイテンション大乱交天国!!（2月1日、MOODYZ）
- SPIRAL-スパイラル- 3（2月2日、MAD）
- 禁断の扉3（3月5日、アウダースジャパン）
- DOKIレズ（3月5日、アウダースジャパン）
- 裏バコバコバスツアー2010 本編未収録!鬼吸引フェラチオ天国!!（5月1日、MOODYZ）
- Glam Mode Seara Hoshino（5月25日、デジタルアーク）
- 人前だから燃える!マジックミラーSEX（8月25日、ながえスタイル）
- ボイン大好きしょう太くんのHなイタズラ（11月4日、グローリークエスト）
- 東京タメぐちギャルソープ（11月13日、MOODYZ）

2011年
- AVで観たこと、全部試そうとしてない?（1月28日、BALTAN）
- 引退!!最初で最後のアナルFUCK!!（4月1日、MOODYZ）